# SN 2002ho
SN 2002ho – supernowa typu Ic odkryta 5 listopada 2002 roku w galaktyce NGC 4210. W momencie odkrycia miała maksymalną jasność 17,00m.